# Frauenschach
Frauenschach bezeichnet die Sportart Schach, wenn sie von Frauen bei Gelegenheiten ausgeübt wird, bei denen nur Frauen die Teilnahme erlaubt ist. Das von Frauen gespielte Schach unterscheidet sich in Bezug auf das Regelwerk nicht vom allgemeinen Schach, das von Frauen und Männern gespielt wird. Als beste Frau in der Schachgeschichte gilt die Ungarin Judit Polgár, die selbst jedoch nur dreimal an reinen Frauenwettkämpfen teilnahm. Auf der Elo-Weltrangliste der Frauen findet sich als gegenwärtig beste Frau der Welt die chinesische Schachspielerin Hou Yifan mit einer Elo-Zahl von 2609 auf Platz 1 (Stand August 2025).

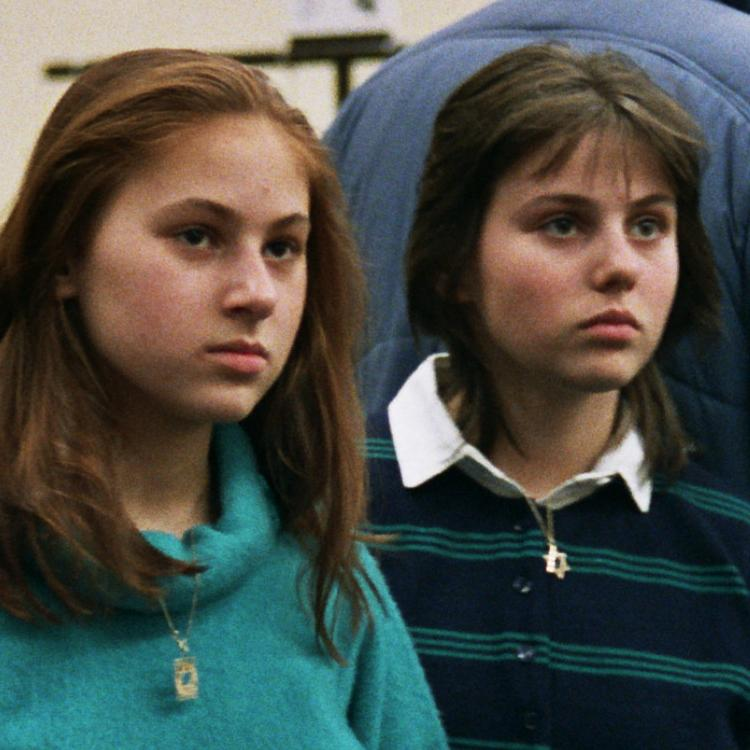
Judit Polgár (links im Bild) und Zsófia Polgár auf der Schacholympiade 1988 in Thessaloniki/Griechenland

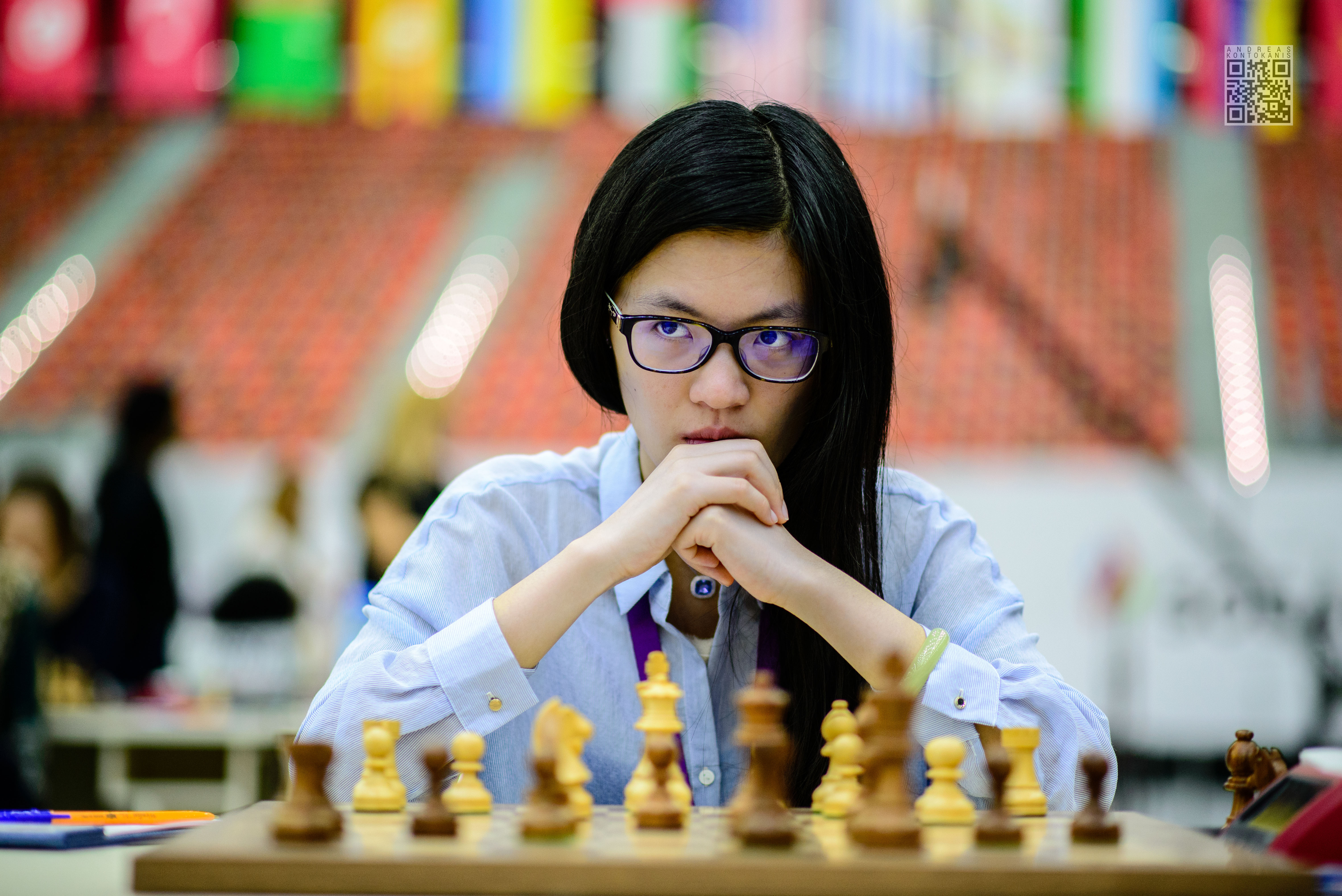
Hou Yifan (2016)

## Geschichte
Als weltweit erster Frauenschachverein gilt „The Penelope Club“, der 1847 in Kensington (London) gegründet wurde. Der erste deutsche Damenschachverein entstand 1886 im Schachdorf Ströbeck.
Am 5. August 1895 fand in Hastings (Vereinigtes Königreich) das erste Frauenschachturnier der Welt statt, das Edith Thomas gewann. Ein weiteres frühes und bedeutendes Frauenturnier wurde ebenfalls im Vereinigten Königreich, und zwar 1897 mit 20 Teilnehmerinnen in London, durchgeführt. Dieses gewann Mary Rudge. Den Titel Schachweltmeisterin verleiht die FIDE (Fédération Internationale des Échecs) seit 1927. Die erste Weltmeisterin war die tschechisch-britische Schachspielerin Vera Menchik. Judit Polgár, die beste Frau in der Schachgeschichte, hatte im Juli 2005 eine Elo-Zahl von 2735 und lag damit zu der Zeit auf Platz acht der für Männer und Frauen geltenden Weltrangliste.
Die amtierende Weltmeisterin (Stand 2024) ist Ju Wenjun aus China.
Weshalb Frauen bis auf die o. g. Ausnahme von Judit Polgár noch nicht in die Phalanx der schachspielenden Männer vordringen konnten, ist bislang nicht geklärt. Einerseits kann das kulturhistorische Gründe haben. Über Jahrhunderte wurden Frauen vom öffentlichen Leben und der ernsthaften Betätigung am Schachbrett ferngehalten – so gab es bis ins 20. Jh. Aufnahmeverbote für Frauen in Schachklubs. Andererseits ergeben sich daraus auch rein statistische Schlussfolgerungen. Gerade vier Prozent aller Schachspieler sind Frauen. Bei einer so geringen Anzahl weiblicher Spieler ist es unwahrscheinlich, dass viele, oder sogar nur einige von ihnen die Spitze erreichen können.
Männern ist es nicht gestattet, an Frauenturnieren im Schach teilzunehmen, wohingegen Frauen bei Wettkämpfen mit Männern teilnehmen dürfen.

## Trivia
- Die im Mannschaftsschach regelmäßig stattfindenden Schacholympiaden beinhalten sowohl sog. offene als auch reine Frauenturniere. Die bislang erfolgreichsten Spielerinnen in den offenen Turnieren waren Judith Polgar (85 Partien/52,5 Punkte), Zhu Chen (44/25) aus China bzw. Katar und die Schwedin Pia Cramling (38/24). (Stand 2024)
- Im Jahre 2024 wurde die Deutsche Brigitte Burchardt auf der portugiesischen Insel Porto Santo Weltmeisterin der Seniorinnen.